# Tapura bullata
Tapura bullata är en tvåhjärtbladig växtart som beskrevs av Paul Carpenter Standley. Tapura bullata ingår i släktet Tapura och familjen Dichapetalaceae. Inga underarter finns listade i Catalogue of Life.